# Membrane (mycologie)
Pour les articles homonymes, voir Membrane.
En mycologie, le mot membrane a longtemps été pris dans le sens de « paroi cellulaire », notamment en parlant de la paroi sporique. Mais la mycologie moderne doit tenir compte de l'évolution terminologique de la « membrane » en cytologie, dans le sens restrictif d'une formation, souple et extrêmement mince, limitant le protoplasme.
En biologie cellulaire, la membrane est une substance, fluide et déformable, composée essentiellement de phosphoaminolipides (PAL) qui s'agencent spontanément en formant deux couches parallèles imperméables, délimitant des compartiments.
Ainsi, la membrane plasmique délimite la cellule entière, la membrane vacuolaire (ou tonoplaste) délimite la vacuole à l'intérieur de la cellule, etc.

## Structure de base de la membrane
Représentation schématique des deux couches de PALs formant la membrane cytologique :
Chaque PAL est composé d'une o tête hydrophile (acides aminés + phosphate) et de || deux queues hydrophobes (acides gras), le tout assemblé sur un triglycéride (glycérol). Étant en milieu aqueux, les molécules s'accolent au niveau de leur pôle hydrophobe pour s'agencer en deux couches.
o o o o o o o o o o o o o o o o o o o o o o o o o o 
|| || || || || || || || || || || || || || || || || || || || || || || || || ||
|| || || || || || || || || || || || || || || || || || || || || || || || || ||
o o o o o o o o o o o o o o o o o o o o o o o o o o 

## Différence entre membrane et paroi
- La paroi, sorte de « mur » qui constitue le « squelette externe » de la cellule, est une structure rigide (ne se déformant pas), composée en grande partie de longues molécules de sucres (polysaccharides) et contenant principalement de la chitine chez les champignons (chez les végétaux, elle est surtout faite de cellulose et de pectines, les procaryotes ont une paroi glycoprotéique).

La paroi est intégralement extracellulaire. Parmi les champignons au sens large, seuls les Myxomycètes au stade de plasmode sont dépourvus de paroi : leur membrane plasmique est à nu, d'où leur absence totale de résistance mécanique.
- La membrane, telle que définie plus haut, est une structure fluide, qui assure l’intégrité spatiale de la cellule. Ainsi, quand on parle en mycologie descriptive d'un voile membraneux parce qu'il est souple et très ténu, on fait clairement référence aux propriétés de la membrane, et non de la paroi.

La confusion entre les deux termes est en partie due au fait que chez les champignons, la membrane plasmique ne peut être distinguée, dans les conditions ordinaires et en microscopie optique, car elle est collée contre la paroi. Mais si on provoque une hydrolyse (pour identifier un éventuel pigment vacuolaire, par exemple), le contenu de la cellule diminue de volume, entraînant la membrane (souple) qui se décolle alors de la paroi.

### Pigmentspariétaux et membranaires
La membrane n'est généralement pas colorée et elle est d'ailleurs si mince qu'on ne le percevrait pas. Les pigments incrustants observés en mycologie ne sont donc pas fixés sur la membrane mais appartiennent bien à la paroi. Ils sont alors dits « pariétaux » (et non « membranaires »), au même titre que les pigments intrapariétaux, inclus dans la paroi.
Il existe néanmoins des pigments membranaires, par exemple, chez les végétaux chlorophylliens, dans les petites usines à photosynthèse que sont les organites cellulaires nommés thylacoïdes : les chlorophylles, par exemple, sont enchâssées dans les membranes de ces organites, comme d’autres pigments (les caroténoïdes comme le bêta-carotène et le xanthophylle, par exemple).